# Henry Sprague
Henry Sprague es un deportista estadounidense que compitió en vela en la clase Finn. Ganó dos medallas en el Campeonato Mundial de Finn, plata en 1970 y oro en 1974.

## Palmarés internacional
| Campeonato Mundial | Campeonato Mundial          | Campeonato Mundial | Campeonato Mundial |
| Año                | Lugar                       | Medalla            | Clase              |
| ------------------ | --------------------------- | ------------------ | ------------------ |
| 1970               | Cascaes (Portugal)          | Medalla de plata   | Finn               |
| 1974               | Long Beach (Estados Unidos) | Medalla de oro     | Finn               |